# Carlisle
Carlisle es la capital del condado de Cumbria, Inglaterra. Según el censo de 2011, tenía 75 306 habitantes. Constituye un importante centro turístico e industrial del noroeste del país. Su posición de nodo de comunicaciones ferroviarias le da una importancia estratégica adicional, al albergar rutas a Newcastle upon Tyne, Escocia, Londres o Cumbria Occidental.
Históricamente Carlisle, capital del condado de Cumberland, tuvo importancia como fortaleza militar debido a su posición en la frontera entre Inglaterra y Escocia.
El castillo de Carlisle, actualmente intacto, fue construido en 1092 por el rey Guillermo II y en su momento sirvió como prisión para María Estuardo, reina de Escocia.